# Războiul din munți 1915–1918
Frontul Războiului din Munți (în germană Gebirgskrieg) sau al Războiului Alb (în italiană Guerra Bianca) din cadrul Primului Război Mondial se întindea între 1915 și 1917 de la Passo dello Stelvio aflat la granița dintre Cisleithania și Elveția, peste Ortler și Adamello, până în partea nordică a Lacului Garda. De asemenea se întindea la est de Adige, peste Pasubio, până la Sette Comuni. De acolo Austro-Ungaria amenința spatele armatelor italiene de pe Isonzo, drept pentru care se poate vorbi de un război pe două fronturi. 

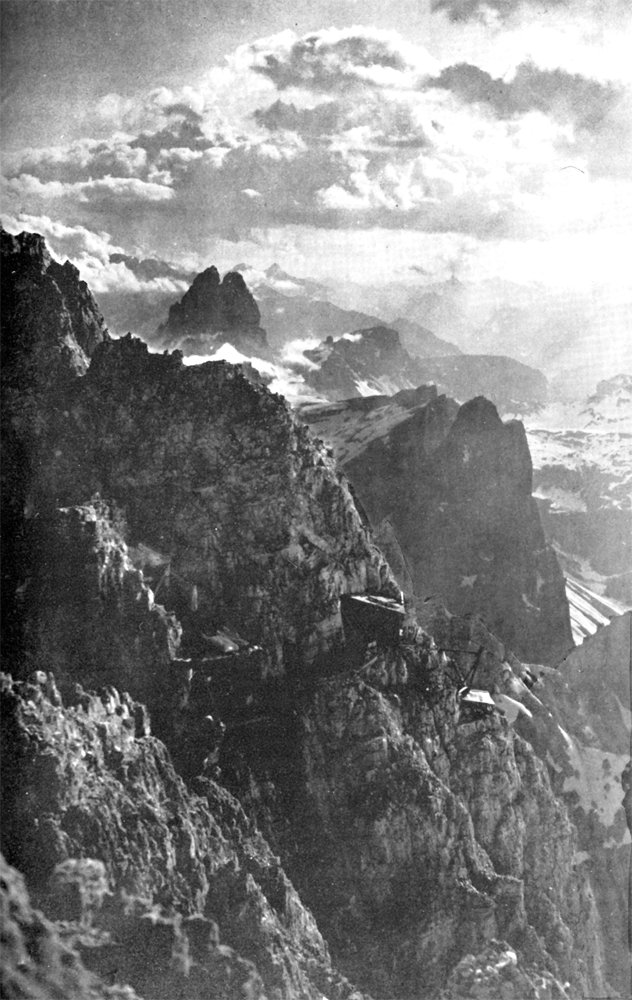
Poziție austro-ungară pe versantul muntelui Sextner Rotwand (it. Croda Rossa di Sesto)